# ما وراء الفلسفة
ما وراء الفلسفة، تُدعى أحيانًا فلسفة الفلسفة، هي «التحقيق في طبيعة الفلسفة». يضم موضوعها أهداف الفلسفة، وحدود الفلسفة ومناهجها. تستقصي الفلسفة بالتالي كلًا من طبيعة الوجود، وواقع الأشياء، وإمكانية المعرفة، وطبيعة الحقيقة وما إلى ذلك على نحو مخصص، بينما تمثل ما وراء الفلسفة بدورها الاستقصاء الذاتي المنعكس في طبيعة النشاط المؤدي لهذا النوع من الاستقصاءات وأهدافه ومناهجه، من خلال السؤال عن ماهية الفلسفة ذاتها، وأنواع الأسئلة الواجب عليها طرحها، وكيفية طرحها لهذه الأسئلة إلى جانب الإجابة عليها والأمور الممكن تحقيقها عبر إتمام ذلك. يعتبر البعض ما وراء الفلسفة موضوعًا سابقًا للفلسفة أو تمهيديًا لها، وينظر إليها آخرون بوصفها جزءًا متأصلًا من الفلسفة، أو جزءًا تلقائيًا من الفلسفة، بينما يتبنى آخرون مزيجًا من وجهتي النظر هاتين.
أدى الاهتمام المتزايد بما وراء الفلسفة إلى إنشاء مجلة ميتافيلوسوفي في يناير 1970.
تمتلك العديد من التخصصات الفرعية للفلسفة فرعًا خاصًا من «ما وراء الفلسفة»، تشمل الأمثلة على ذلك ما وراء فلسفة الجمال، وما وراء المعرفة، والأخلاقيات الفوقية وما وراء الطبيعة (ما وراء الوجود).
على الرغم من ظهور مصطلح ما وراء الفلسفة والاهتمام الصريح بما وراء الفلسفة كمجال محدد داخل الفلسفة في القرن العشرين، من المحتمل أن الموضوع قديم قدم الفلسفة ذاتها، وقد يعود إلى أعمال اليونان القديمة ونيابا في الهند القديمة.

## العلاقة مع الفلسفة
يعتبر بعض الفلاسفة ما وراء الفلسفة موضوعًا منفصلًا عن الفلسفة، فوقها أو بعدها، بينما يعارض آخرون هذه الفكرة. يجادل تيموثي ويليامسون بأن فلسفة الفلسفة «جزء تلقائي من الفلسفة»، بشكل مماثل لفلسفة أي شيء أخر. أفاد كل من نيكولاس بونين وجيوان يو في كتاباتهما بفقدان شعبية الفصل بين دراسة الدرجة الأولى ودراسة الدرجة الثانية إذ واجه الفلاسفة صعوبة في ملاحظة الفرق بينهما. وفق ما يتضح من هذه الآراء المتعارضة، يستمر الجدل حول اعتبار تقييم طبيعة الفلسفة بمثابة «فلسفة من الدرجة الثانية» أو مجرد «فلسفة صريحة».
أدلى العديد من الفلاسفة بشكوكهم حيال قيمة ما وراء الفلسفة. تمثل أحد هؤلاء الفلاسفة في غلبرت رايل: «يميل الانهماك بالأسئلة المتعلقة بالمناهج إلى صرف انتباهنا عن محاولة الوصول لهذه المناهج بحد ذاتها. كقاعدة، يصبح الجري أسوأ، وليس أفضل، عند تفكيرنا كثيرًا في أقدامنا. لذا دعنا... من التحدث عن أي شيء عدا التنفيذ الفعلي للأمر».

## الكتابات
كتب لودفيغ فيتغنشتاين عن طبيعة الألغاز الفلسفية والفهم الفلسفي. أشار إلى نشوء الأخطاء الفلسفية من الالتباسات المتعلقة بطبيعة الاستقصاء الفلسفي. في كتابه تحقيقات فلسفية، وضح فيتغنشتاين عدم وجود ما وراء الفلسفة في سياق النظرية الشمولية للفلسفة.
ميز سي دي بورد الفلسفة النقدية من التأملية في «موضوع الفلسفة، وعلاقتها بالعلوم الخاصة»، في مقدمة التفكير العلمي، في عام 1923. اختبر كيرت دوكاس، في الفلسفة كعلم، العديد من وجهات النظر حول طبيعة الفلسفة، وخلص إلى امتلاك الفلسفة موضوعًا مميزًا: التخمينات. اعتُبرت وجهة نظر دوكاس إحدى وجهات النظر الأولى الموصوفة على أنها «ما وراء الفلسفة».
أيد هنري لوفيفر في ميتافيلوسوفي (1965)، من وجهة نظر ماركسية، «الانقطاع الوجودي» بوصفه نهجًا منهجيًا ضروريًا للنظرية الاجتماعية النقدية (بينما انتقد «الانقطاع المعرفي» للوي ألتوسير مع الماركسية الذاتية، التي مثلت أداة نظرية جوهرية في مدرسة البنيوية الماركسية).
كتب بول موسر أن النقاش ما وراء الفلسفي النموذجي مشتمل على تحديد الشروط التي يمكن بموجبها وصف الادعاء على أنه فلسفي. اعتبر موسر الأخلاقيات الفوقية، أي دارسة الأخلاق، شكلًا من أشكال ما وراء الفلسفة، بالإضافة إلى ما وراء نظرية المعرفة، أي دراسة نظرية المعرفة.